# جون تشارلز جروم (سياسي)
جون تشارلز جروم هو سياسي أمريكي، ولد في 8 يونيو 1800 في إلكتون في الولايات المتحدة، وتوفي في 30 نوفمبر 1866. انتخب Secretary of State of Maryland ‏ (مارس 1838 – أبريل 1838).